# Béla Zsitnik
Béla Zsitnik   (Győr, 17 de desembre de 1924 - Budapest, 12 de gener de 2019) fou un remer hongarès que va competir durant les dècades de 1940 i 1950 i que va disputar tres edicions dels Jocs Olímpics. Era el pare del també remer Béla Zsitnik Jr..
El 1948, als Jocs de Londres, fent equip amb Antal Szendey i Róbert Zimonyi, guanyà la medalla de bronze en la prova de dos amb timoner del programa de rem. El 1952, als Jocs de Hèlsinki, i el 1960, als Jocs de Roma, quedà eliminat en sèries en la prova que disputà del programa de rem.